# Pierre-Louis Jacobs d'Hailly
Pour les articles homonymes, voir Jacops.
Pierre-Louis Jacops (alias Jacobs) d'Hailly (1669-1738), seigneur d'Hailly, d'Aigremont et de Lompret, est un gentilhomme lillois, conseiller-secrétaire du roi à la chancellerie du Parlement de Flandres à Tournai, puis Cambrai et Douai de 1686 à 1713.

## Biographie
Il est issu d'une famille marchande d'Anvers venue s'établir à Lille au début du XVIIe siècle.
Petit-fils de Nicolas I Jacops, né à Anvers, marchand ayant acheté le droit de bourgeoisie de Lille en 1621, et de Marie Robert, Pierre-Louis-Joseph Jacops d'Hailly,  naît à Lille en août 1669 (baptisé le 20 août 1669). Il est le fils d'Henri Jacops, né le 28 octobre 1623 (baptisé le 29 novembre) à Lille. Henri Jacops devient seigneur d'Hailly (paroisse de Chemy) le 13 octobre 1664. Lui aussi bourgeois de Lille, il épouse le 6 novembre 1668 Marie-Catherine Janssens (1650 - Lille 1669), fille de Pierre, seigneur de Martinsart (paroisse d'Emmerin), et de Catherine Robert. La seigneurie d'Allennes (Allennes-les-Marais), seigneurie dominante d'Hailly achetée à Charles-Philippe d'Oignies le 23 décembre 1671, lui est reprise l'année suivante par retrait lignager de Pierre de Croix. Son frère Nicolas II, négociant resté plus de quarante ans à la cour de Madrid, fut anobli par Philippe IV d'Espagne en récompense de la fidélité de sa famille et des grosses sommes d'argent prêtées le 29 mai 1652.
Pierre-Louis Jacops, lui-même écuyer par l'achat d'une charge de secrétaire du roi Louis XIV (provisions datées de Fontainebleau le 29 mai 1686), porte les titres de seigneur d'Hailly, Aigremont, Lompret, etc..
Il devient bourgeois de Lille par relief (succession) le 21 février 1695, pour son premier mariage, puis bourgeois d'Arras par achat (versement de 400 livres) le 21 avril 1708, pour le second.
Ayant été reçu à la chancellerie du parlement de Tournai le 10 mars 1687, il exerce pendant 26 ans les fonctions de conseiller-secrétaire du roi et obtient à ce titre des lettres de vétérance datées de Versailles le 9 janvier 1714.
Il fait construire en 1703 l'hôtel d'Hailly d'Aigremont à Lille, résidence actuelle du général commandant les Forces terrestres de l'armée française. Son petit-fils fut créé marquis d'Aigremont par Louis XV en 1773. 
Pierre-Louis Jacops d'Hailly meurt à Lille le 19 mars 1738, à l'âge de 68 ans.

## Mariages et descendance
Pierre-Louis Jacops d'Hailly épouse à Lille le 3 février 1694 Julie-Thérèse Diedeman (1669-1695), fille de Jacques et d'Anne-Marie Blondel. Baptisée à Lille le 21 octobre 1669, elle meurt en couches dans cette ville le 19 janvier 1695, à l'âge de 25 ans.
Il prend ensuite pour épouse à Arras le 24 avril 1708 Marie-Madeleine Quarré, dame de Kaverlies, fille de Philippe-Albert, écuyer, seigneur de Boiry, et d'Anne-Madeleine Payen de Hautescottes. 
Un fils unique nait du second lit :
- Henri-Ambroise-Ernest Jacops d'Aigremont (1709-1764), écuyer, seigneur d'Aigremont (sur Ennevelin), Hailly, Lompret, naît à Lille le 6 mars 1709 (baptisé le 14 mars), passe bourgeois de Lille le 11 décembre 1738, après avoir été inscrit au rôle des nobles de Flandre par ordonnance du 24 octobre 1738. Il épouse à Lille, le 18 octobre 1738, sa cousine issue de germain Madeleine-Charlotte Jacops, fille de Jean-Baptiste, écuyer, seigneur de Vertein (à Templeuve-en-Pévèle), et de Marie-Jeanne Cardon[4]. Le 16 mars 1761, il se fait établir par François du Sart, lieutenant général de la gouvernance du Souverain Bailliage de Lille, un certificat de noblesse permettant à son fils Henri-Louis (Lille 1741-Hambourg 1795) d'être admis dans la  compagnie des chevau-légers de la garde du roi Louis XV[3]. Il meurt le 25 août 1764 et se fait enterrer dans la chapelle de son château d'Aigremont à Ennevelin.

L'arrière-petit-fils de Pierre-Louis Jacops d'Hailly, Louis-Narcisse Jacops, deuxième marquis d'Aigremont, fut conservateur-adjoint, puis conservateur du musée de peinture (aujourd'hui Palais des Beaux-Arts de Lille) de 1824 à 1829, date de sa mort. Le reste de sa descendance, issue de Louis-Paulin, frère de Narcisse, troisième marquis, colonel d'infanterie et gouverneur d'Almeria (Andalousie) sous les rois d'Espagne Charles IV, Ferdinand VII, puis Joseph Bonaparte, s'est fixée en Provence à partir de 1812.

## Œuvres
Pierre-Louis Jacops d'Hailly est l'auteur de récits de voyages manuscrits qui sont disponibles à la Bibliothèque municipale de Lille.
De 1690 à 1697, il fait le tour de la France et en tire un manuscrit en deux volumes. En 1699 et 1700, il parcourt l'Italie et rédige un ouvrage non édité sur ce voyage.
- Les voyages d'un Lillois en Picardie (1692-1697)
- Voyage dans les Pays-Bas, Flandre, Hainaut et Artois en 1695
- Notes sur les villages de la châtellenie de Lille (deux volumes)[4].